# Natuurpark Urbasa-Andía

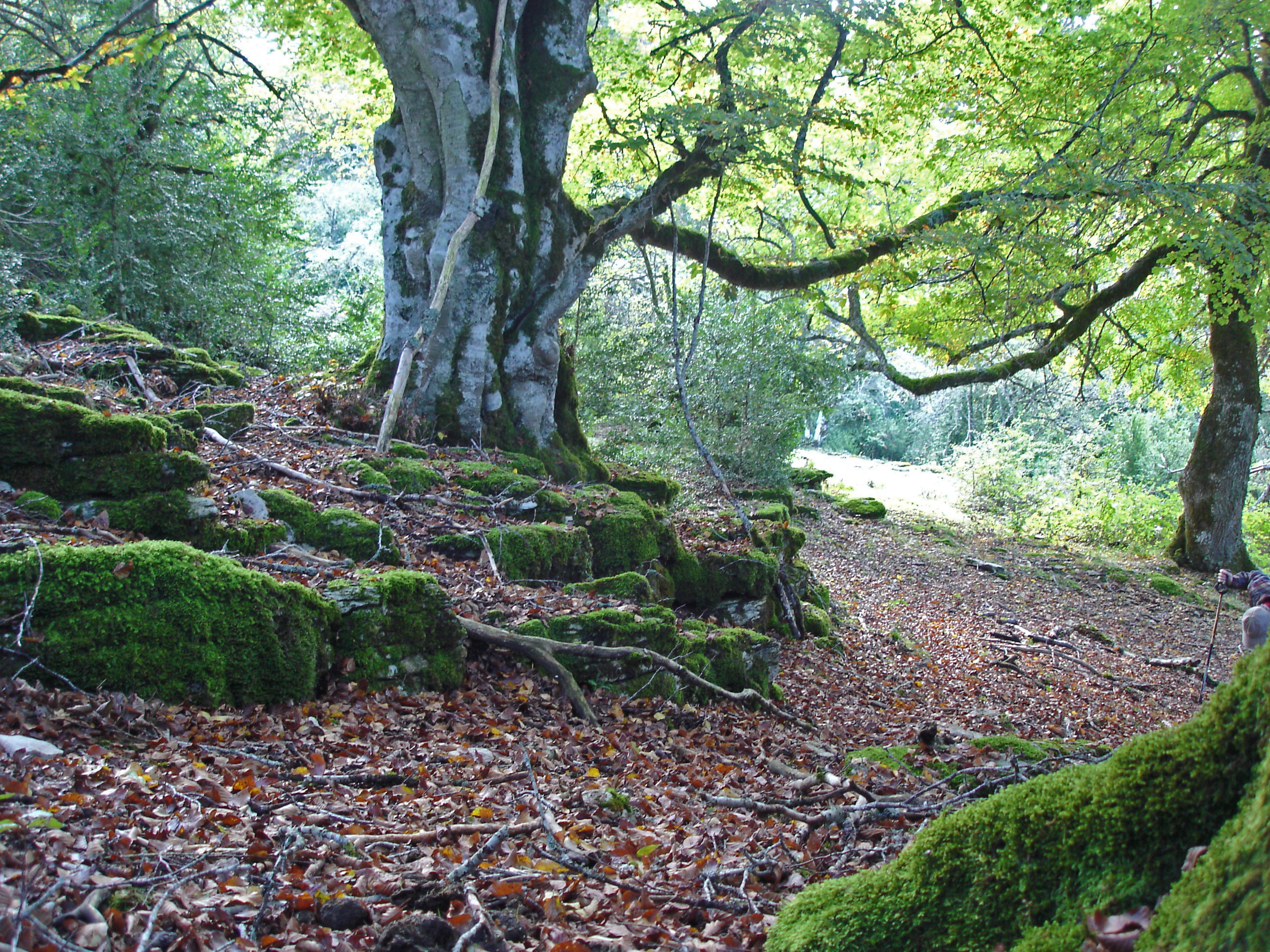

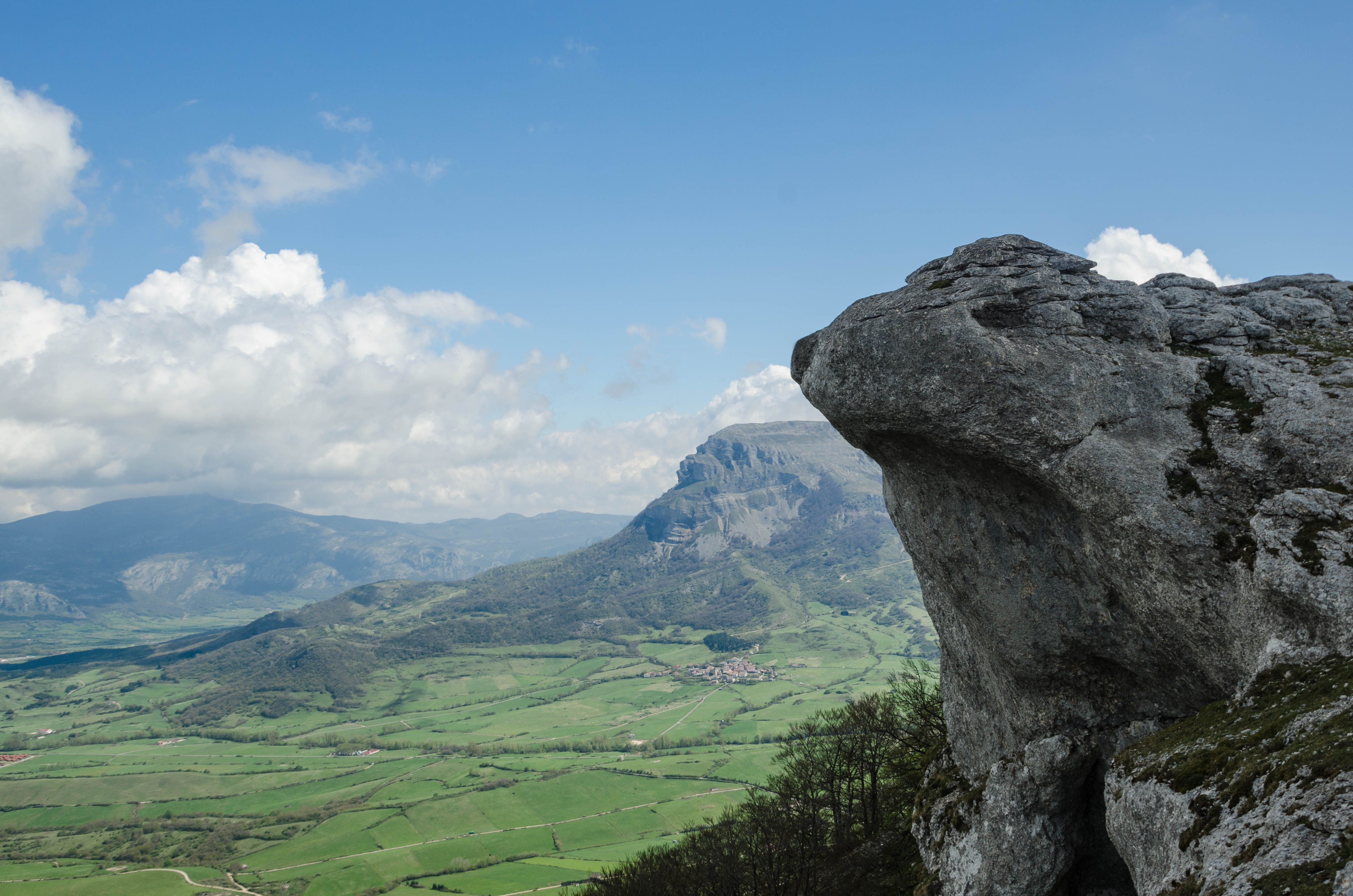

Het Natuurpark Urbasa-Andía (Spaans: Parque natural de Urbasa-Andia/Baskisch: Urbasa-Andia parke naturala) is een natuurpark in Navarra in Spanje. Het natuurpark werd opgericht in 1997 en is 21408 hectare groot. Het natuurpark omvat de gebergtes van Urbasa en Andia met bossen van beuk en eik. 